# 阿拉套羊茅
阿拉套羊茅（学名：Festuca alatavica），为禾本科羊茅属下的一个植物种。